# Heterocithara zebuensis
Heterocithara zebuensis é uma espécie de gastrópode do gênero Heterocithara, pertencente a família Mangeliidae.